# 大地 (1930年の映画)
『大地』（ウクライナ語：Земля、ラテン文字転写：Zemlya、英語：Earth）は、1930年4月8日に公開されたウクライナ・ソビエト社会主義共和国の無声映画。ウクライナ人の映画監督オレクサンドル・ドヴジェンコによる作品で、「ウクライナ三部作」（『ズヴェニゴーラ』（1928年）、『武器庫』（1929年）、『大地』）の最終作である。第一次五カ年計画下での集団農業化と富農（クルクーリ）との対立をテーマに、ウクライナの農民と土地の神秘的な結びつきを描いた詩的で象徴的な作品として知られる。
ソビエト連邦では公開直後に「自然主義」や「共産主義イデオロギーの不足」を理由に上映禁止となったが、ヨーロッパでは高い評価を受け、1958年のブリュッセル国際映画祭で「史上最高の映画12本」に選出された。2015年にはユネスコが「世界の映画史における5つの主要作品」の一つに選定した。ウクライナでは「ウクライナ映画の歴史における100の最高の映画」で2位にランクインしている。

## ストーリー
物語はウクライナの農村を舞台に、集団農業化の初期を背景に展開する。農民たちは豊かな小麦畑と果樹園に囲まれた生活を送っている。老農夫セミョン・トゥルベンコは家族に囲まれ、満足な人生を振り返りながら静かに死を迎える。息子のオパナスと孫のヴァシーリは、村に導入されるトラクターと集団農業化を巡る議論に巻き込まれる。
村では、富農（クルクーリ）とされる裕福な農民が集団化に反対し、緊張が高まる。ヴァシーリは共産主義青年団（コムソモール）のメンバーとして、トラクターを使って富農の土地の境界を耕し、集団化を推進する。しかし、富農のホマはヴァシーリの成功を妬み、彼を暗殺する。ヴァシーリの死は村に衝撃を与え、オパナスは犯人を探すが、ホマは罪を認めても村人には無視される。
物語は、ヴァシーリの恋人ナターリャの悲しみ、村人の新しい歌による葬送、そして新たな命の誕生（ヴァシーリの母の出産）を描き、雨が降る農村の風景で終わる。この作品は、集団化のイデオロギー的勝利だけでなく、人間と自然の断絶やウクライナ農民の土地への深い結びつきを象徴的に表現している。

## キャスト
- オパナス - ステパン・シュクラト
- ヴァシーリ - セミョーン・スヴァシェンコ
- ヴァシーリの妹 - ユリア・ソーンツェワ
- ナターリャ（ヴァシーリの恋人） - エレーナ・マクシーモワ
- ペトロ（農夫） - ヴァシリー・クラセンコ（クレジットなし）
- セミョン（老農夫） - ニコライ・ナデムスキー
- アルヒプ・ベロコニ（富農） - イワン・フランコ
- ホマ（アルヒプの息子） - ピョートル・マソハ
- 村の神父 - ウラジーミル・ミハイロフ
- 若い党活動家 - パウロ・ペトリク
- 若い富農 - ルカ・リャシェンコ
- 村長 - P・ウマネツ
- 農婦 - O・ボンディナ
- 農村の少女 - イェ・ボンディナ
- 農村の少女 - M・マツュツァ（クレジットなし）

## スタッフ
- 監督 - オレクサンドル・ドヴジェンコ
- 脚本 - オレクサンドル・ドヴジェンコ
- 助監督 - ユリア・ソーンツェワ、ラザル・ボジク
- 撮影 - ダニー・デムツキー
- 美術 - ワシリー・クリチェフスキー
- 編集 - オレクサンドル・ドヴジェンコ
- 音楽 - レフ・レヴツキー（1930年版）、ヴャチェスラフ・オフチニコフ（1971年版）、ダハブラハ（2012年・2014年版）、マリャナ・サドフシカ（2017年版）

## 製作
脚本は1929年5月に書き始められ、同年6月からポルタヴァ州のヤレスキ村で撮影が開始された。その後、キーウのホロシーフ地区とキタイェフ地区、さらにはジョージアのスフミで追加撮影が行われた。編集は1929年12月に完了し、1930年1月に全ウクライナ写真映画管理庁（VUFKU）の審査を通過した。製作費は104,000カルボーヴァネツィで、VUFKU史上2番目に高額な作品となった。
初版はレフ・レヴツキーによる音楽とウクライナ語の中間字幕を採用。公開前の3月に批評家から「自然主義」や「富農への同情」を理由に批判され、詩人デミヤン・ベドヌィによる攻撃的なレビューが新聞『イズベスチヤ』に掲載された。公開後わずか9日で上映が禁止されたが、1958年にソビエト連邦で公式に再評価された。
1971年、モスフィルムでドヴジェンコの妻ユリア・ソーンツェワの監督下で修復され、ヴャチェスラフ・オフチニコフが新たな音楽を提供。2012年、ドヴジェンコ・センターの依頼でウクライナ語字幕を復元し、ダハブラハが新しいサウンドトラックを作成。このバージョンはオデッサ国際映画祭で初公開された。2017年にはマリャナ・サドフシカによるサウンドトラックがパリで初演された。

## 評価
『大地』はドヴジェンコの最高傑作とされ、国際的に高い評価を受けた。オランダの映画監督ヨリス・イヴェンスは「形式と内容の完全な調和」と称賛し、プロレタリアートの世界的な共感を呼ぶと予測した。ウクライナの詩人ムィコラ・バジャンは、ドヴジェンコの作品を「映画詩」と呼び、伝統的な映画の枠を超えた実験性と哲学性を評価した。
一方、ソビエト連邦では、批評家パウロ・ブリャーヒンやデミヤン・ベドヌィらが「大衆にとって分かりにくい」「富農への同情」を批判。レフ・レヴツキーの音楽も「形式主義」と非難され、彼の作曲活動は制限された。ドヴジェンコ自身は、公開後の批判により「数日で白髪になり、死にたくなった」と自伝で述べている。
ウクライナの学者ヴィーラ・アヘーイェワは、映画の詩的イメージが政治的イデオロギーを超越し、ウクライナの農民の楽園と集団化による断絶を描いたと評価。しかし、1933年のホロドモールを背景に、映画の楽園的な描写が悲劇的な現実と対比されると指摘した。『ラジオ・スヴォボーダ』は、映画の国際的成功がドヴジェンコをスターリン政権の迫害から救ったと分析している。

## 受賞歴
- 1932年：ヴェネツィア国際映画祭参加（受賞なし、祭りは賞なしで終了）[7]。
- 1958年：ブリュッセル万国博覧会で、ベルギー映画アーカイブによる117人の批評家・映画学者の投票により「史上最高の映画12本」に選出[3]。
- 2015年：ユネスコにより「世界の映画史における5つの主要作品」に選定[4]。